# 伊赫万
伊赫万（阿拉伯语：‎‎，意为“兄弟会”），又译阿赫万，是沙特家族首领伊本·沙特于20世纪初期创立的军事组织，由贝都因游牧部落民组成。伊赫万组织是伊本·沙特军事力量的重要组成部分，在伊本·沙特的扩张战争乃至最终建立现代沙特阿拉伯的过程中扮演着重要作用。伊赫万也是沙特阿拉伯国民警卫队的前身。
伊本·沙特借由伊赫万组织打破贝都因人的部落亲缘关系，安排他们定居到内志沙漠的水井和绿洲一带，促使其从游牧民转向定居生活。同时，这些转入定居的游牧民统一听从伊本·沙特的指挥，为沙特家族作战。同时出于沙特家族的瓦哈比派背景，伊本·沙特希望伊赫万成员摒弃不符合教义的习俗，改信瓦哈比派的教条主义信仰，并通过征战实现修行。至1923年，伊赫万的定居城镇已经达到72处，平均人口千余人。
1924年，伊本·沙特征服汉志地区，一些伊赫万成员此后私自进攻英国保护下的外约旦、伊拉克和科威特，和伊本·沙特有所分歧，伊赫万领袖认为他屈从于英国人的殖民主义和帝国主义；伊赫万组织亦主张以罕百里学派治国，但伊本·沙特则坚持“因地制宜”，违背瓦哈比教条而宽容部分什叶派穆斯林，成为另一分歧。1928年，伊赫万领袖苏尔坦和费萨尔起兵反叛，于1930年被基本平息，大部分伊赫万叛乱者被处决。

## 图集

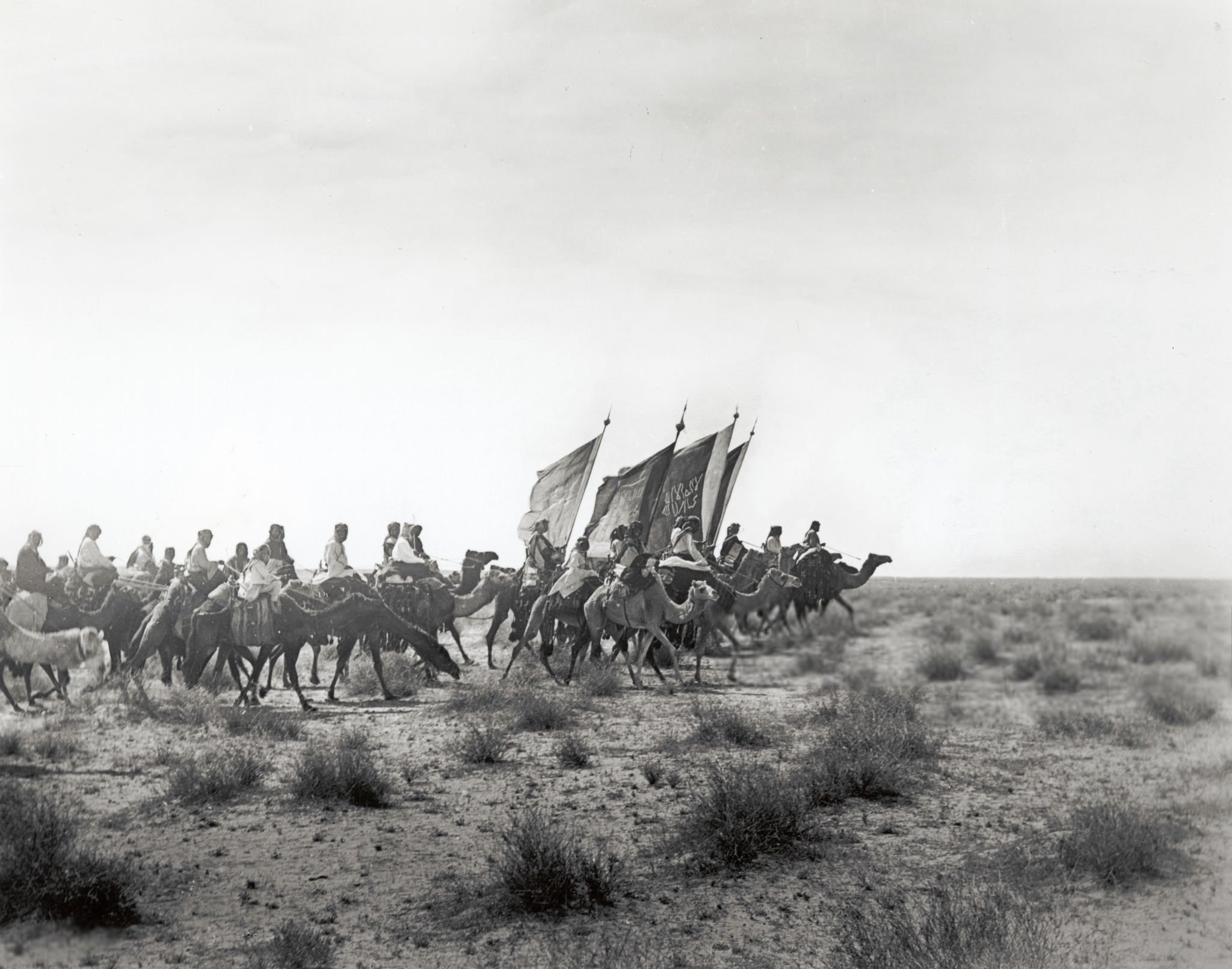
伊赫万军队
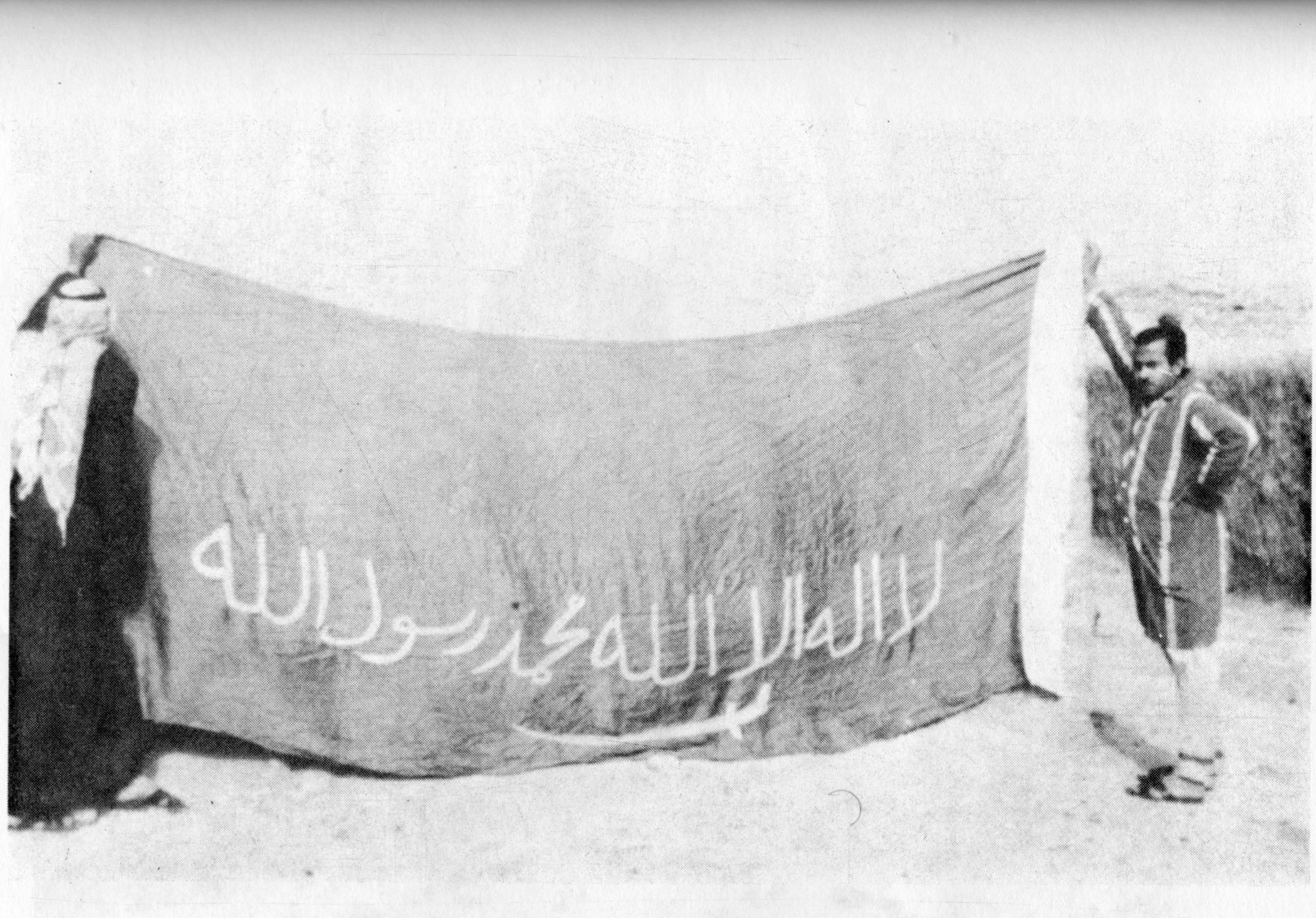
伊赫万旗帜
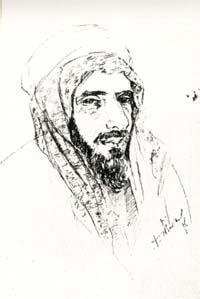
领袖费萨尔的画像
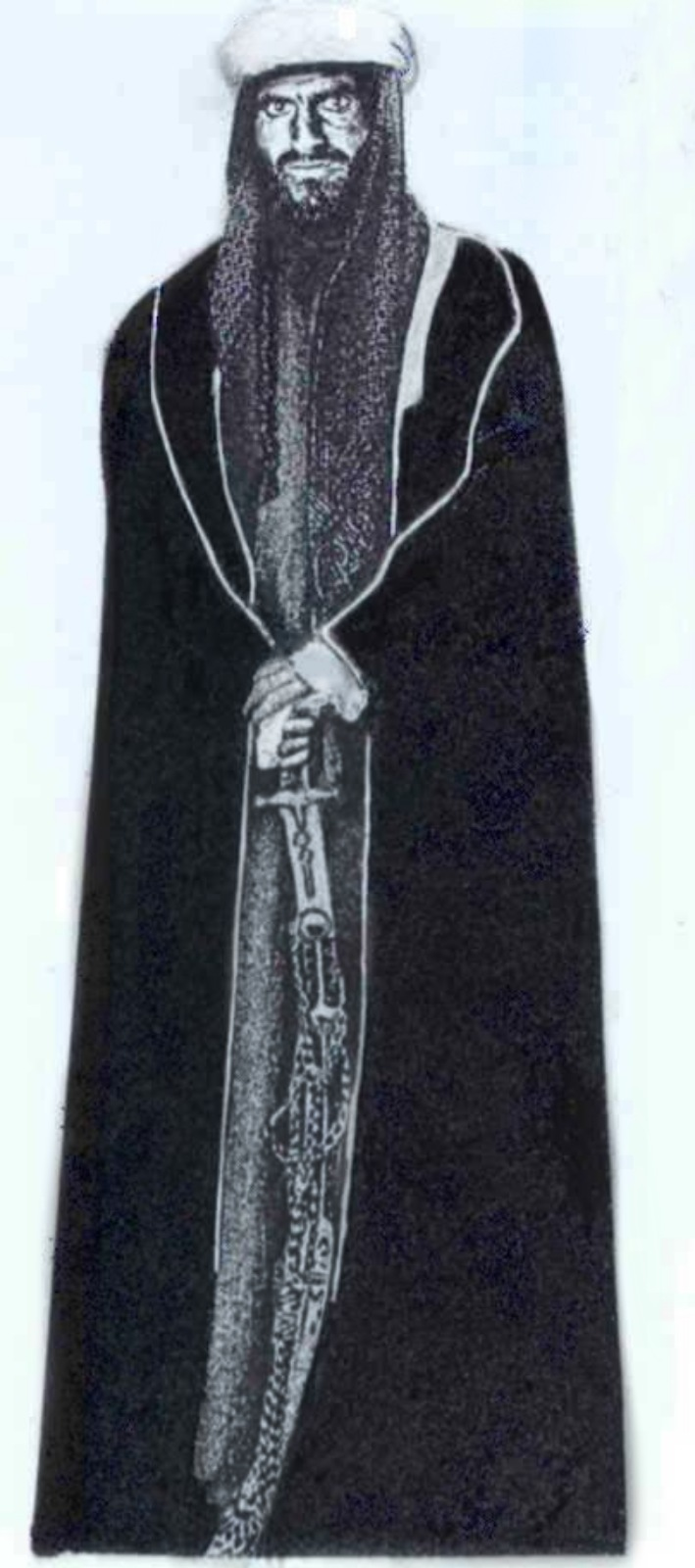
领袖苏尔坦的画像